# Vogelgesang
Als Vogelgesang (auch Vogelschlag, Vogelgezwitscher oder kurz Zwitschern genannt) wird im deutschen Sprachraum die akustische Kommunikation der Vögel, insbesondere der Singvögel, bezeichnet. Die Lauterzeugung erfolgt bei Vögeln meist im Stimmkopf.

## Verhaltensbiologie
Der Vogelgesang ist eine komplexe verhaltensbiologische Leistung. Vögel singen unter anderem zum Anlocken von Partnern und zur Markierung ihres Reviers. Weibchen erhalten dadurch Hinweise auf Leistungsfähigkeit und Gesundheitszustand eines Bewerbers.

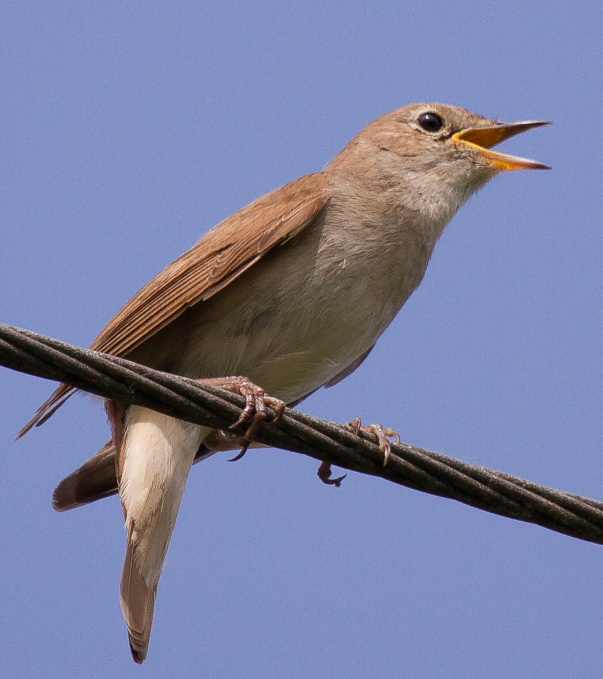
Singende Nachtigall

Komplexe Vogelgesänge liefern die Singvögel (Passeriformes). Der Gesang vieler Arten dieser Ordnung ist strophenartig aufgebaut und häufig sehr variationsreich. Selbst Haussperling oder Mehlschwalbe verfügen über mehr als einen Strophentyp. Der Gesang der Singvögel ist im Vergleich zu anderen Vogelarten (Nonpasseriformes) nicht angeboren, sondern muss erlernt werden. Eine Prädisposition für den arteigenen Gesang liegt allerdings vor, so dass bereits die wenige Male bis einmalige Wahrnehmung eines singenden Artgenossen zum Lernerfolg führen kann. Für das Erlernen von Vogelgesang gibt es artspezifische Lernphasen (Zeitfenster), die ähnlich einem Prägemechanismus funktionieren. Sie liegen für Männchen meist in der ersten erlebten Jahreszeit, in der die Artgenossen zu singen beginnen. Isoliert aufwachsende männliche Singvögel singen ebenfalls, jedoch oft mit deutlich veränderten Mustern. Unterschiede im Gesangsverhalten können mit Tontechnik und oszillografischen Vergleichen sichtbar gemacht werden. Das Gesangsverhalten ist von mehreren Faktoren abhängig: Umwelt, Genetik und Lernprozess. Verkehrslärm kann das Gesangslernen beeinträchtigen und das Immunsystem unterdrücken.
Unter den einheimischen Vögeln hat zum Beispiel die Nachtigall einen sehr komplexen Gesang. Die Gründe, warum manche Arten sehr komplex singen, andere hingegen eher trivial, sind nicht vollständig geklärt. Singvögel zeigen aber ein umso ausgeprägteres Territorialverhalten, je gesangsbegabter sie sind, das heißt die Gesangsbegabung korreliert mit der Intensität der Revierverteidigung. Unter musikalischen Aspekten wäre somit zu verstehen, warum Singvögel mit komplexen Gesängen (Amsel, Singdrossel, Nachtigall, Rotkehlchen usw.) sich gegenüber Artgenossen solistisch und aggressiv verhalten, während Singvögel mit einfach strukturierten Gesängen (Haussperling, Mehlschwalbe usw.) gesellig und verträglich sind. Dieses solistische Verhalten gesangsbegabter Singvögel zeigt sich auch während der Zugzeit, denn Singvögel mit komplexen Gesängen ziehen oft einzeln oder in sehr kleinen Trupps und meistens auch nachts.
Ein eigenes Forschungsgebiet hat sich um die Klärung der verhaltensbiologischen Frage entwickelt, auf welche Weise Jungvögel den Gesang ihrer Eltern lernen. So hat Peter R. Marler in den 1960er-Jahren anhand von Beobachtungen und Experimenten am Beispiel der Dachsammern des Golden Gate Parks in San Francisco nachgewiesen, dass Jungvögel den Gesang ihrer Art bereits als Nestlinge im Alter von 10 bis 50 Tagen durch Prägung von älteren Artgenossen – gewöhnlich von ihrem Vater – lernen, zu einem Zeitpunkt, an den sie selbst noch nicht singen. Diese von Marler als auditory template hypothesis (sinngemäß: Hypothese über vom Hörzentrum angelegte Schablonen) bezeichnete Interpretation der verhaltensbiologischen Beobachtungen fasste Vorbild, Prägung und das allmähliche Angleichen der selbst hervorgebrachten Laute durch ‚Übung‘ an die beim Vorbild gehörten Laute zwar zu einer funktionalen Gesamtheit zusammen. Es fehlte bis in den 1980er-Jahren aber noch der Nachweis jener Nervenzellen, aus denen die vermutete ‚auditive Schablone‘ aufgebaut ist. Hinweise hierauf erbrachten erst die Experimente von Allison J. Doupe, deren Modelltiere männliche Zebrafinken waren, die ebenfalls während einer sensiblen Phase in ihrer Jugend den Gesang ihres Vaters in ihrem Gedächtnis ‚speichern‘, „und später üben und perfektionieren sie ihren Gesang, indem sie ihren Gesang mit der Erinnerung an den seinen vergleichen.“ Doupe gelang es, im Vorderhirn junger Vögel ein Netzwerk aus sensomotorischen Neuronen (fachsprachlich: anterior forebrain pathway) zu identifizieren, in dem einzelne Neurone selektiv auf den eigenen Gesang ansprechen, nicht aber auf den Gesang eines erwachsenen Vorbilds. Sie interpretierte ihre Befunde dahingehend, „dass jedes Mal, wenn ein Jungvogel seinen Gesang übt, die über eine motorische Bahn geleitete, elektrische Erregung verglichen wird mit einer parallel laufenden Erregung jener Neurone [im Original: sent through the song-learning pathway], in denen die Schablone des Erwachsenengesangs gespeichert wurde.“

## Menschen und Vogelgesang

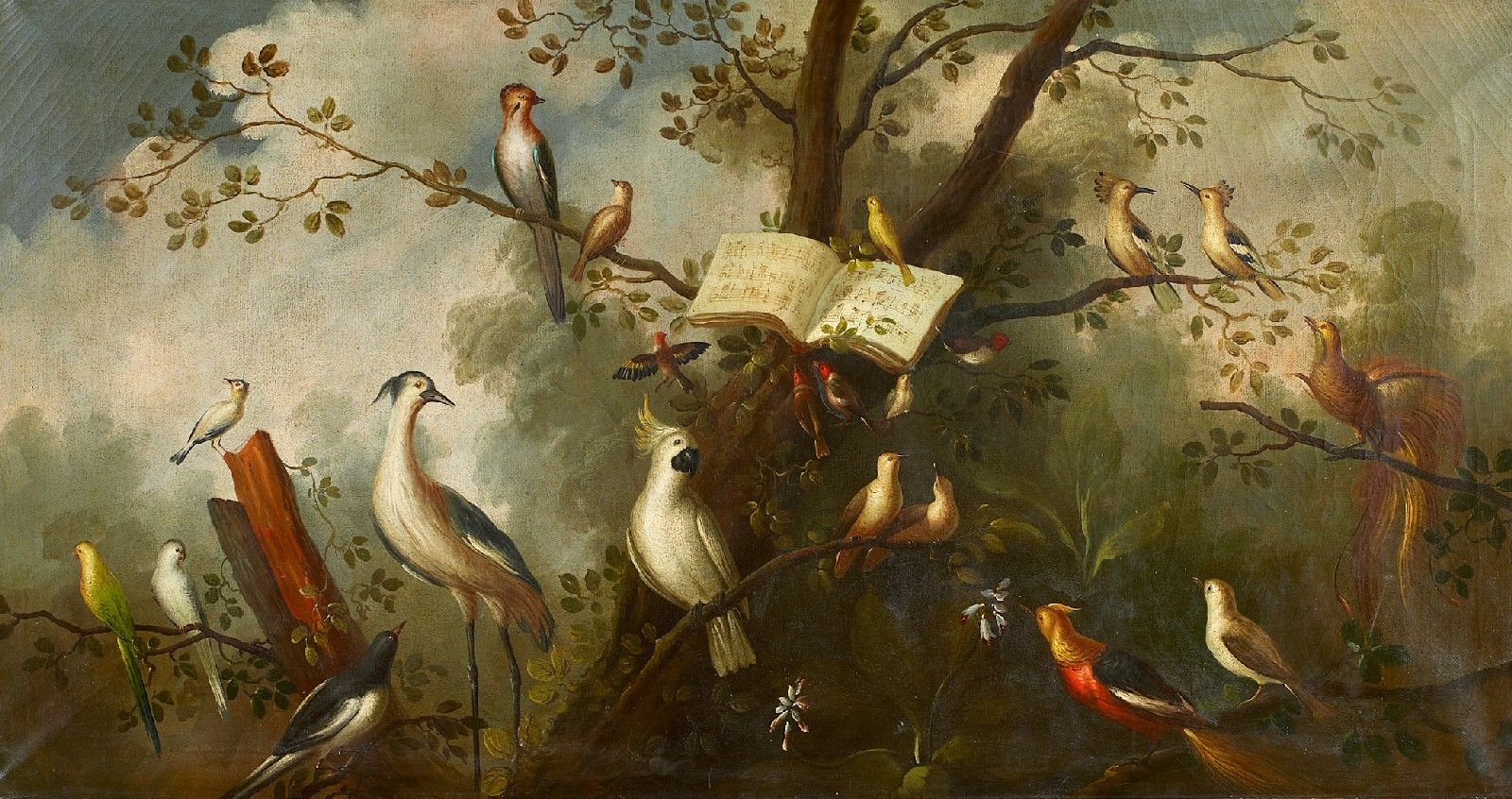
Vögel auf einem Baum, um ein Notenblatt versammelt (Gemälde um 1900)

Vogelgesang wird von Menschen oft als wohltönend und angenehm empfunden. Er wurde in Kunst und Kultur viel verarbeitet und stellt Vorbilder für Instrumente und Tondichtungen dar. Früher ging man oft davon aus, dass Vögel aus Lebensfreude oder zur Erbauung der Umwelt singen. Die wahre Bedeutung des Vogelgesangs wurde erst von der Verhaltensbiologie aufgedeckt: es war Bernard Altum, der in seinem Buch Der Vogel und sein Leben (1868) als Erster eine Theorie zur Revierbildung bei Vögeln und deren Territorialverhalten vorbrachte und dabei auch die Funktion des Vogelgesangs berücksichtigte.
Der Ornithologe Karl Reich (1871–1944) dokumentierte als erster die Stimmen von Nachtigallen und Kanarienvögeln auf Grammophonplatte.

### Haltung von Singvögeln als Haustier
Singende Vögel werden weltweit von verschiedenen Kulturen in Käfigen gehalten. Manche Arten singen in Gefangenschaft sehr stark und bis zur völligen Erschöpfung, insbesondere wenn sie keinen Kontakt zu Geschlechtsgenossen erhalten oder gemeinsam mit anderen singenden Vögeln gehalten werden, gegen deren Nähe sie sich abgrenzen wollen. In Europa ist die Isolationshaltung heute nicht mehr üblich, aber weltweit ist sie weit verbreitet. Auf dem historischen Vogelmarkt von Peking werden täglich abertausende von singenden Vögeln in Käfigen zum Verkauf angeboten. Ähnliche Märkte gibt es in ganz Asien, Südamerika und vielen anderen Ländern. Singende Vögel werden gern zur Unterhaltung im Hause gehalten.
Das Singverhalten von Vögeln kann durch bestimmte Haltungsbedingungen und verschiedene Futterzusatzstoffe beeinflusst werden.

### Gebrauch von Vogelgesang in der Musik

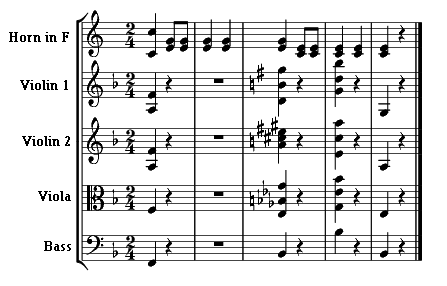
Ausschnitt aus Mozarts Dorfmusikanten-Sextett

In einigen Musikstücken wird Vogelgezwitscher imitiert. Hierzu werden Blockflötenköpfe oder spezielle Vogelstimmen-Pfeifen verwendet. Als Kinderspielzeug sind ebenfalls diese Instrumente, aber auch das Gaumenpfeiferl zur Nachahmung von Vogelstimmen sehr beliebt.
Der Vogelliebhaber Wolfgang Amadeus Mozart soll für viele seiner Werke durch den Gesang seines Stars inspiriert worden sein.
Das Werk des französischen Komponisten Olivier Messiaen (1908–1992) ist stark vom Vogelgesang beeinflusst. Messiaen zeichnete auf Weltreisen Vogelrufe auf und verwendete diese in Klavierwerken, Orchesterwerken und seiner Oper Saint François d’Assise.

### Vogelgesang und Sport

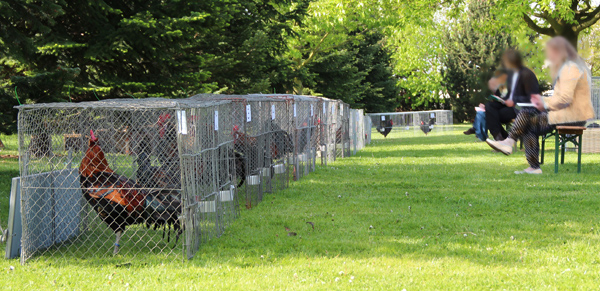
Traditionelles Wettkrähen mit bergischen Krähern

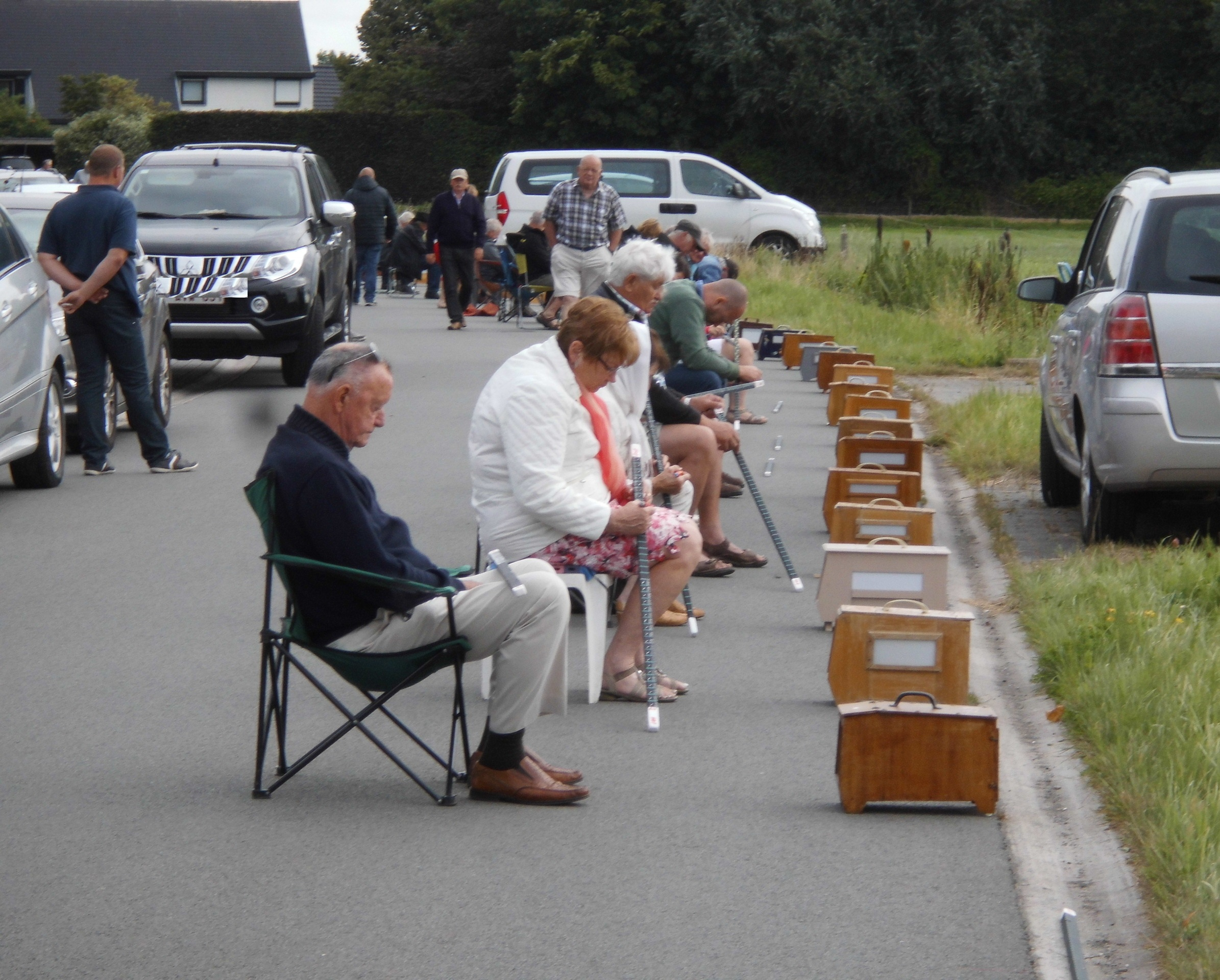
Finkensingen in Flandern

Buchfinken werden gehalten, um sie bei Wettkämpfen einzusetzen. Bei diesem in Deutschland und Belgien ausgeübten Sport werden Finken in abgedeckten Käfigen hingestellt und der Gesang der einzelnen Tiere wird bewertet. In Asien, den Vereinigten Staaten, Deutschland, den Niederlanden und Belgien werden auch Wettkrähen organisiert, bei denen die Häufigkeit oder Länge der Krährufe von Hähnen aus meistens speziell gezüchteten Hühnerrassen gezählt werden.